# Giuseppe Timoteo Giaccardo
Giuseppe Timoteo Giaccardo, född 13 juni 1896 i Narzole, död 24 januari 1948 i Rom, var en italiensk romersk-katolsk präst och medlem av Società San Paolo, grundad av Giacomo Alberione. Giaccardo var en av Alberiones närmaste medarbetare och hjälpte till att sprida kongregationen. Giuseppe Timoteo Giaccardo vördas som salig i Romersk-katolska kyrkan, med minnesdag den 22 oktober.

### Webbkällor
- ”Beato Timoteo (Giuseppe) Giaccardo, sacerdote paolino”. Santi e Beati. http://www.santiebeati.it/dettaglio/74900. Läst 29 april 2022.
- ”Giuseppe Giaccardo (Timoteo)”. The Hagiography Circle. http://newsaints.faithweb.com/year/1948.htm. Läst 29 april 2022.
- Maggi, Gianfranco (2000). ”GIACCARDO, Timoteo Maria”. Dizionario Biografico degli Italiani – Volume 54. Treccani. https://www.treccani.it/enciclopedia/timoteo-maria-giaccardo_(Dizionario-Biografico). Läst 29 april 2022.